# Luc Vancampenhout
Luc Vancampenhout (Vorselaar, 21 september 1947) is een Vlaamse schrijver en scenarioschrijver. Aanvankelijk werkte hij als docent Nederlands aan de Katholieke Hogeschool Kempen (nu Thomas More). Nadien heeft hij vijfentwintig jaar als scenarist gewerkt, voornamelijk verbonden aan de VRT. Hij stond daar aan de wieg van de televisiesoap-reeks " Thuis" (875 afleveringen) maar hij schreef ook scenario's voor onder andere "Witse", "RIP" , "Wat nu weer" en Gilliams en de Bie.
Hij schreef ook acht romans en zes toneelstukken.

### Romans
- 1979 : "Bijna tot La Mancha", bekroond met de "Prijs voor het beste literaire debuut" van de Vereniging ter bevordering van het Vlaamse boekwezen (uitg. De Clauwaert)
- 1981 : "De erfprins" (Standaard uitg.)
- 1983 : "Met het oog op de jaren negentig" (Standaard uitg.)
- 1986 : "Met ons gaat alles goed" (Standaard uitg.)
- 2013 : “Een kus van vuur” (uitg. Kramat)
- 2017 : “De fantoomgod” (uitg. Lannoo)
- 2021 : “Thuis Best” (uitg. Brave New Books)
- 2023 : "Aan de andere kant ligt er asfalt" (Brave New Books)

### Essays
- 1982 : "Realiteit en evasie in het werk van J. van Oudshoorn", bekroond met de "Prijs voor letterkunde" van de Koninklijke Academie voor Nederlandse Taal - en Letterkunde

### Toneelstukken
- 1989 : "De kooi van de engel", semibiografisch drama over het laatste levensjaar van de Roemeense-joodse  tenor Joseph Schmidt, productie Walter Rits-Theaterspektakel, Herentals
- 1990 : "Wijlen de minister van Onderwijs", satirische misdaadthriller, de minister wordt vermoord  in een middelbare school, productie : Walter Rits- Theaterspektakel, Herentals
- 1992 : "De vloek van de Hegge", mirakelspel, gebaseerd op een middeleeuwse legende,  openluchttoneel, regie : Walter Rits
- 1996 : "De maan aanraken", drama, een stervende oud-koloniaal en zijn zwarte engel, productie TSG, Mechelen, bekroond met de Sabamprijs
- 2018 : “Aan de andere kant ligt er asfalt”, een ernstig blijspel over wie men was en geworden is
- 2019 : “Paar-Onpaar”, relatiekomedie gevat in een liederlijke burleske
- 2019 : “Een kwestie van vertrouwen”, sociale satire, een bootvluchteling belandt in een Antwerps appartementsblok, een exempel van (on)verdraagzaamheid
- 2020 : “Een voorbeeldige zoon”, een gezinsdrama, een zoon wil op eigen benen staan nadat hij tot zijn 21ste voorbeeldig voor zijn ziekelijke ouders heeft gezorgd

### Scenario's
- 1988 : scenische synopsis “Arcana”
- 1990 : "Arcana" (over het laatste levensjaar van de Roemeens-joodse tenor Joseph Schmidt, 1904 - 1942) , filmscenario, laureaat van de "Prix Genève-Europe"  , een internationale scenariowedstrijd georganiseerd door de European Broadcasting Union.
Voor de productie was er een overeenkomst tussen BRTN en NOS; de derde coproducent, ARD, haakte af wegens noodzakelijke herstructurering ten gevolge van de val van de Berlijnse Muur (sic).
- 1991 : "Bunker", met Guy Didelez, VRT-televisiefilm in de reeks Made in Vlaanderen, regie  Paul Schellekens
- 1991-1992 : "De toren van Brabo", met Paul Pourveur, scenische synopsis voor een driedelige televisiefilm over de zestiende-eeuwse Antwerpse makelaar-speculant projectontwikkelaar Gilbert van Schoonbeke. (Het project werd geschrapt omdat er vanwege de directie van Antwerpen '93 geen financiële steun werd toegezegd.)
- 1997 : “Donnadieu”, synopsis voor een vierdelige televisiefilm, gebaseerd op de gelijknamige roman van Aster Berkhof. (productie stopgezet wegens wijziging management)
- 1991-1998 : scenario's voor afleveringen van de VRT-televisieseries  "Het Park" (23), "RIP" (3), Witse (2) ;  van de VTM-jongerenserie “Wat nu weer ?!” (5) en van de VTM-crimi “Gilliams en De Bie” (2).
- 1994 - 2012 : vast lid van de redactie van de VRT-soap “Thuis”, van het eerste tot en met het achttiende seizoen, scenarist van 875 afleveringen.

- Digitale Bibliotheek voor de Nederlandse Letteren: vanc002
- International Standard Name Identifier: 0000 0003 9625 7371
- Library of Congress Control Number: n2019056778
- Nederlandse Thesaurus van Auteursnamen: 068435290
- Système universitaire de documentation: 265365449
- Virtual International Authority File: 291072128